# 멩기 코바루비아스

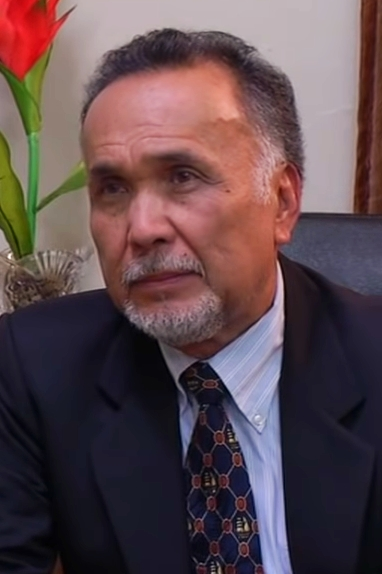

멩기 코바루비아스(Menggie Cobarrubias, 1951년 8월 10일 ~ 2020년 3월 26일)는 필리핀의 배우이다. 2020년 3월 26일 폐렴으로 사망하였는데, 닷새 뒤인 동년 4월 1일 코로나19가 검출되었던 것으로 드러났다.

## 영화
- 웨이팅 포 선셋 (2018년)
- 엑스 위드 베네핏 (2015년)
- 그레이스랜드 (2012, Graceland) - 마누엘 쟝고 역
- 카레라 (2009년)
- 마닐라 (2009년 영화)(영어판) (2009년)